# Палко, Иржи
Иржи Палко (чеш. Jiří Palko; 17 марта 1941, Прага — 2 февраля 2014) — чехословацкий гребец, выступавший за сборную Чехословакии по академической гребле в середине 1960-х годов. Победитель и призёр первенств национального значения, участник летних Олимпийских игр в Токио.

## Биография
Иржи Палко родился 17 марта 1941 года в Праге.
Наиболее значимое выступление в своей спортивной карьере совершил в сезоне 1964 года, когда вошёл в состав чехословацкой национальной сборной и благодаря череде удачных стартов удостоился права защищать честь страны на летних Олимпийских играх в Токио. В составе экипажа-двойки, куда также вошли гребец Вацлав Халупа и рулевой Зденек Мейстршик, занял третье место на предварительном квалификационном этапе, но через дополнительный отборочный заезд всё же вышел финал — финишировал в решающем заезде пятым, уступив победившему экипажу из Соединённых Штатов около 15 секунд.
После токийской Олимпиады Палко больше не показывал сколько-нибудь значимых результатов в академической гребле на международной арене.
Умер 2 февраля 2014 года в возрасте 72 лет.